# 小尖叶越桔
小尖叶越桔（学名：Vaccinium spiculatum）为杜鹃花科越桔属下的一个种。
常绿灌木，附生，高30-40厘米；多分枝。茎细长，密被棕色糙硬毛，老枝毛被渐脱落。叶多、密生枝上，叶片坚纸质或薄革质，椭圆形或卵状椭圆形。产于中华人民共和国西藏墨脱。

## 扩展阅读
維基物種上的相關：小尖叶越桔
1. ↑  . 中国植物物种信息数据库.   [2013-01-15].
2. ↑  方瑞征等编著；中国科学院中国植物志编辑委员会编. . 北京：科学出版社. 1991年12月: 81. ISBN 7-03-002387-0.
3. ↑  方瑞征等编著；中国科学院中国植物志编辑委员会编. . 北京：科学出版社. 1991年12月: 146. ISBN 7-03-002387-0.